# Чечня

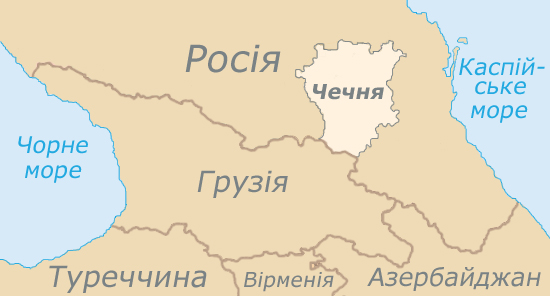
Мапа Чеченської Республіки

Чече́нська Респу́бліка (Чечня́; рос. Чече́нская Респу́блика, Чечня́; чеч. Нохчийн Республика, Нохчийчоь) — суб'єкт Російської Федерації, створений 9 січня 1993 року внаслідок розділення Чечено-Інгуської АРСР на Чеченську Республіку та Республіку Інгушетія. Входить до складу Північно-Кавказького федерального округу. Де-факто на землях суб'єкту Чеченська Республіка до 2000 року існувало незалежне державне утворення Чеченська Республіка Ічкерія та Росія не контролювала території суб'єкту.
Столиця — місто Грозний.
Межує з Інгушетією на заході, Північною Осетією на північному заході, Ставропольським краєм на півночі, Дагестаном на сході, та Грузією на півдні.

## Географічне положення
Чеченська Республіка розташована на Північному Кавказі.

## Клімат
Клімат континентальний. Середня температура січня від −3 °С на Терсько-Кумській низовині до −12 °С у горах, липня відповідно +25 °С і +21 °С. Опадів 300—1000 мм на рік. Вегетаційний період 190 днів (на Терсько-Кумській низовині).

## Ґрунти
Ґрунти на рівнині переважно лугові, каштанові і світло-каштанові, на височинних ділянках чорноземи, в долинах річок алювіальні та болотні, в горах гірсько-лісові та гірсько-лугові.

## Флора та фауна
На Терсько-Кумській низовині — полинно-солянкова рослинність, на зволожених ділянках — типчаково-ковиловий степ. На Чеченській рівнині — степова і лісостепова рослинність. У горах на висоті до 2200 м — широколистяні ліси, вище — субальпійські луки. Збереглося багато видів гризунів, плазунів. Із птиць зустрічаються — дрофа, дикі качки, гуси, у долинах річок — кавказький фазан. У горах — кам'яна та лісова куниці, бурий ведмідь, кабан, сарна, вовк, лісовий кіт та інші. На альпійських луках — гриф чорний, гірська індичка, кавказька тетеря.

## Річки і озера

### Основні річки
- Терек
- Сунжа
- Аргун

### Найбільші озера
- Кезеной-Ам (чеч. Къоьвзанан Іам) — найбільше і найглибше озеро на Північному Кавказі
- Галанчеж (чеч. ГІалайн-ЧІожан Іам)
- Гехи-Ам (чеч. Гихтой-Іам)
- Чентий-ам (чеч. ЧІаьнтий-Іам)

## Історія

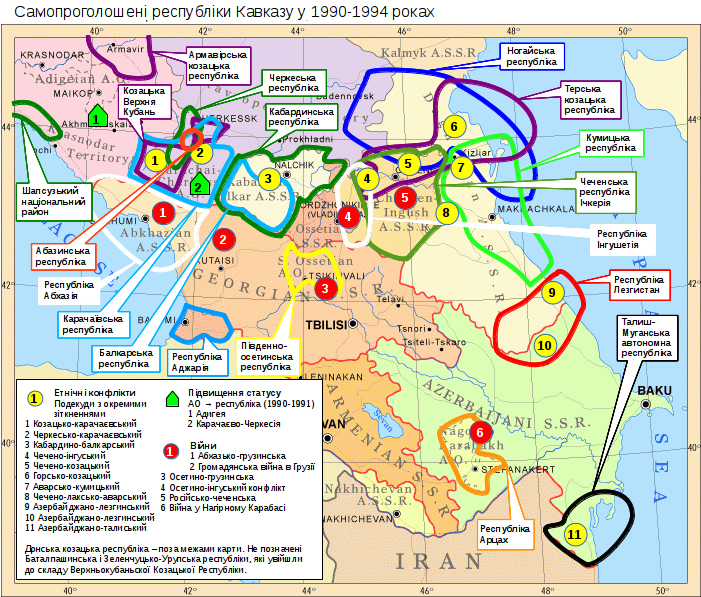
ЧРІ поміж іншими проголошеними на початку 1990-х республіками Кавказу

До складу Російської імперії територія сучасної Чечні ввійшла 1859 року після 50-річної колоніальної війни. 1860 року за указом російського імператора Олександра ІІ у завойованих землях Північно-Східного Кавказу створили Терську область, до складу якої, зокрема, ввійшли Чеченський, Інгуський і Нагорний округи.
У березні 1920 р. Терська область була розформована новою більшовицькою владою, а Чеченський (об'єднаний з Ічкерійським) і Інгуський (об'єднаний з Нагорним) округи стали самостійними територіальними утвореннями. 20 січня 1921 року Чечня й Інгушетія разом з Карачаєво-Черкесією, Кабардино-Балкарією і Північною Осетією ввійшли в новостворену Горську АРСР.
30 листопада 1922 року з Горської АРСР була виділена Чеченська автономна область, а 7 листопада 1924 року й сама Горська АРСР була ліквідована.
- 1934 — створення Чечено-Інгуської автономної області (з 1936 АРСР).
- 1944 — депортація чеченців і інгушів переважно в Казахстан і Киргизстан за обвинуваченням у пособництві німецьким окупантам (хоча більшу частину ЧІАРСР німці не змогли окупувати). ЧІАРСР ліквідовано, частину її території приєднано до Дагестанської АРСР і Грузинської РСР, а на решті території утворено Грозненську область.
- 1957 — відновлення ЧІАРСР після повернення чеченців і інгушів із заслання.

- 1991 — проголошено фактично незалежну (хоч і ніким не визнану) Чеченську Республіку (згодом Чеченська Республіка Ічкерія) на чолі з президентом (1991–1996) Джохаром Дудаєвим, відділення її від Інгушетії, яка залишилася в складі Російської Федерації.
- Грудень 1994 — початок Першої чеченської війни, у ході якої РФ намагалася відновити контроль над Чечнею. Створено проросійський уряд на чолі з Доку Завгаєвим, у травні вбитий Джохар Дудаєв. Але у серпні 1996 чеченські партизани заволоділи містами Грозний (Джохар-Кала) і Гудермес, після чого (1997) між Ічкерією та федеральним керівництвом РФ були підписані Хасав'юртівські угоди, якими де-факто визнано незалежність ЧРІ, а з її території виведено російські війська.
- 1997 — президентом ЧРІ обраний Аслан Масхадов. Між чеченськими польовими командирами починаються конфлікти (Міжвоєнна криза в Чечні).
- 1999 — після серії таємничих вибухів у житлових будинках багатьох міст Росії почалася Друга чеченська війна, федеральні сили відновили контроль над більшою частиною території Чечні, главою проросійської адміністрації був призначений Ахмат Кадиров.
- 2002 — російськими спецслужбами отруєно Генерала збройних сил Чеченської Республіки ібн аль-Хаттаба.
- 2004 — після загибелі Ахмата Кадирова внаслідок терористичного акту новим президентом Чеченської Республіки став Алу Алханов.
- 2007 — після відставки Алу Алханова президентом (з 2010 року — главою) Чечні став Рамзан Кадиров, син Ахмата.

18 жовтня 2022 року Україна визнала Чечню як окуповану Росією і не визнає керівництво Рамзана Кадирова.

## Населення
Населення республіки становить 1 414 865 (2017). Щільність населення — 90,42 осіб/км² (2017), питома вага міського населення — 34,8 % (2013). Панівна релігія — суннітський іслам.
| Рік  | Всього | Міського | Сільського |
| ---- | ------ | -------- | ---------- |
| 2006 | 1152,3 | 401,3    | 751,0      |
| 2007 | 1172,0 | 409,8    | 762,2      |
| 2008 | 1196,9 | 428,9    | 786,0      |
| 2009 | 1224,4 | 439,0    | 785,4      |
| 2010 | 1249,9 | 460,3    | 789,6      |
| 2011 | 1275,1 | 445,2    | 829,9      |
| 2012 | 1302,2 | 454,4    | 847,8      |
| 2013 | 1324,8 | 461,2    | 863,6      |

### Вікова структура
Розподіл населення за віковими групами за даними перепису 2010 року
|                            | Чечня  | РФ     |
| Молодше працездатного віку | 34,0 % | 16,2 % |
| Працездатного віку         | 58,0 % | 61,6 % |
| Старше працездатного віку  | 8,0 %  | 22,2 % |

### Рух населення
Населення Чечні характеризується високою народжуваністю (26,2 на 1000 у 2012 р., перше місце серед суб'єктів РФ), одним з найнижчих коефіцієнтів смертності (5,5 на 1000 у 2012 р., друге місце після Інгушетії) та найвищим коефіцієнтом природного приросту населення (+20,7 осіб на 1000 у 2012 р.)
| Коефіцієнти (на 1000 осіб) | Чечня | РФ   |
| Народжуваності             | 26,9  | 13,3 |
| Смертності                 | 5,2   | 13,3 |
| Природного приросту        | +20,9 | 0    |

| Коефіцієнти (на 1000 осіб) | 2012  | 2011  | 2010  | 2009  | 2008  | 2007  |
| Народжуваності             | 26,2  | 29,0  | 30,0  | 29,1  | 29,3  | 27,1  |
| Смертності                 | 5,5   | 5,3   | 5,6   | 5,3   | 4,5   | 4,7   |
| Природного приросту        | +20,7 | +23,7 | +24,4 | +23,8 | +24,8 | +22,4 |

### Національний склад
Абсолютну більшість населення становлять чеченці, проживають також росіяни, кумики, аварці, ногайці, інгуші. До депортації чеченців і наступного їхнього повернення в північних районах республіки росіяни й російськомовні (терські козаки) становили абсолютну більшість населення, у місті Грозному й басейні Сунжі їхня кількість також була значна. Довоєнне російське й російськомовне населення було змушене покинути територію Чечні в період правління Джохара Дудаєва в 1991–1994 р., і значна кількість загинула в період активних воєнних дій в 1994–1996 р.
На крайній півночі республіки розташовані історичні місця проживання ногайців, що утворюють із сусідніми районами в Ставропольському краї й Дагестані безперервний етнічний масив цього тюркського народу.
|          | 1926    | 1939    | 1959    | 1970    | 1979      | 1989      | 2002      | 2010      |
| чеченці  | 293 298 | 360 598 | 238 331 | 499 962 | 602 223   | 715 306   | 1 031 647 | 1 206 551 |
| росіяни  | 103 271 | 157 621 | 296 794 | 329 701 | 309 079   | 269 130   | 40 645    | 24 382    |
| кумики   | 2 217   | 3 305   |         | 6 865   | 7 808     | 9 591     | 8 883     | 12 221    |
| аварці   | 830     | 2 904   |         | 4 196   | 4 793     | 6 035     | 4 133     | 4 864     |
| ногайці  | 162     | 86      |         | 5 503   | 6 079     | 6 885     | 3 572     | 3 444     |
| інгуші   | 798     | 4 336   | 3 639   | 14 543  | 20 855    | 25 136    | 2 914     | 1 296     |
| вірмени  | 5 978   | 8 170   | 12 136  | 13 948  | 14 438    | 14 666    | 424       |           |
| українці | 11 474  | 7 071   | 11 947  | 11 608  | 11 334    | 11 884    | 829       |           |
| Всього   | 436 070 | 559 942 | 600 397 | 914 383 | 1 002 230 | 1 084 433 | 1 103 686 | 1 268 989 |

|          | 1926   | 1939   | 1959   | 1970   | 1979   | 1989   | 2002   | 2010   |
| чеченці  | 67,3 % | 64,4 % | 39,7 % | 54,7 % | 60,1 % | 66,0 % | 93,5 % | 95,1 % |
| росіяни  | 23,7 % | 28,1 % | 49,4 % | 36,1 % | 30,8 % | 24,8 % | 3,7 %  | 1,9 %  |
| кумики   | 0,5 %  | 0,6 %  |        | 0,8 %  | 0,8 %  | 0,9 %  | 0,8 %  | 1,0 %  |
| аварці   | 0,2 %  | 0,5 %  |        | 0,5 %  | 0,5 %  | 0,6 %  | 0,4 %  | 0,4 %  |
| ногайці  | 0,0 %  | 0,0 %  |        | 0,6 %  | 0,6 %  | 0,6 %  | 0,3 %  | 0,3 %  |
| інгуші   | 0,2 %  | 0,8 %  | 0,6 %  | 1,6 %  | 2,1 %  | 2,3 %  | 0,3 %  | 0,1 %  |
| вірмени  | 1,4 %  | 1,5 %  | 2,0 %  | 1,5 %  | 1,4 %  | 1,4 %  | 0,0 %  |        |
| українці | 2,6 %  | 1,3 %  | 2,0 %  | 1,3 %  | 1,1 %  | 1,1 %  | 0,1 %  |        |

|                           | населення | чеченці | інгуші | росіяни | українці | кумики | ногайці | аварці | вірмени |
| м. Грозний                | 210 720   | 95,7 %  | 1,0 %  | 2,5 %   |          | 0,1 %  |         | 0,1 %  | 0,1 %   |
| м. Аргун                  | 25 698    | 98,1 %  |        | 1,1 %   | 0,1 %    |        |         |        |         |
| м. Гудермес               | 33 756    | 93,7 %  |        | 4,5 %   | 0,1 %    | 1,1 %  |         |        |         |
| м. Урус-Мартан            | 39 982    | 98,4 %  |        | 1,2 %   | 0,1 %    |        |         |        |         |
| м. Шалі                   | 40 356    | 88,7 %  |        | 8,4 %   | 0,2 %    | 0,2 %  |         | 0,5 %  | 0,1 %   |
| Ачхой-Мартанівський район | 64 839    | 99,0 %  | 0,1 %  | 0,6 %   |          |        |         |        |         |
| Веденський район          | 23 390    | 98,5 %  |        | 1,0 %   |          |        |         | 0,2 %  |         |
| Грозненський район        | 126 940   | 85,9 %  | 0,2 %  | 9,5 %   | 0,2 %    | 2,2 %  |         | 0,2 %  | 0,1 %   |
| Гудермеський район        | 71 082    | 94,7 %  |        | 0,1 %   |          | 5,0 %  |         | 0,1 %  |         |
| Ітум-Калінський район     | 6 083     | 62,8 %  |        | 30,0 %  | 0,5 %    |        | 0,1 %   | 0,2 %  | 0,1 %   |
| Курчалоєвський район      | 101 625   | 99,6 %  |        | 0,2 %   |          |        |         |        |         |
| Надтеречний район         | 51 755    | 97,9 %  | 0,1 %  | 0,8 %   |          | 0,3 %  |         | 0,6 %  |         |
| Наурський район           | 51 143    | 81,6 %  | 0,1 %  | 12,8 %  | 0,2 %    | 0,1 %  |         | 0,2 %  | 0,1 %   |
| Ножай-Юртівський район    | 40 542    | 98,9 %  |        | 0,7 %   |          | 0,1 %  |         |        |         |
| Сунженський район         | 20 108    | 97,8 %  | 0,9 %  | 1,0 %   |          |        |         |        |         |
| Урус-Мартанівський район  | 61 181    | 99,6 %  | 0,1 %  | 0,1 %   |          |        |         |        |         |
| Шалінський район          | 68 862    | 99,8 %  |        | 0,1 %   |          |        |         |        |         |
| Шаройський район          | 2 236     | 35,4 %  |        |         |          |        |         | 64,2 % |         |
| Шатоєвський район         | 13 155    | 70,4 %  |        | 24,6 %  | 0,5 %    |        |         | 0,1 %  | 0,1 %   |
| Шолківський район         | 50 233    | 75,1 %  | 0,1 %  | 7,9 %   | 0,1 %    | 3,4 %  | 7,0 %   | 3,1 %  | 0,1 %   |
| Чечня                     | 1 103 686 | 93,5 %  | 0,3 %  | 3,7 %   | 0,1 %    | 0,8 %  | 0,3 %   | 0,4 %  | 0,1 %   |

|                           | населення | чеченці | інгущі | росіяни | українці | кумики | ногайці | аварці | вірмени |
| м. Грозний                | 397 258   | 30,5 %  | 5,4 %  | 52,9 %  | 2,4 %    | 0,2 %  |         | 0,2 %  | 3,6 %   |
| м. Гудермес               | 37 402    | 59,4 %  | 0,1 %  | 33,6 %  | 1,2 %    | 2,7 %  |         | 0,4 %  | 0,2 %   |
| Ачхой-Мартанівський район | 59 328    | 96,6 %  | 1,9 %  | 1,0 %   | 0,1 %    | 0,0 %  |         | 0,1 %  |         |
| Веденський район          | 33 142    | 97,2 %  | 1,2 %  | 0,7 %   | 0,1 %    | 0,1 %  |         | 0,5 %  |         |
| Грозненський район        | 99 880    | 86,1 %  | 1,3 %  | 8,7 %   | 0,5 %    | 2,4 %  |         | 0,2 %  | 0,1 %   |
| Гудермеський район        | 44 836    | 91,3 %  | 0,1 %  | 1,4 %   | 0,1 %    | 6,6 %  |         | 0,2 %  |         |
| Надтеречний район         | 35 499    | 94,3 %  | 0,1 %  | 4,1 %   | 0,1 %    | 0,2 %  |         | 0,7 %  |         |
| Наурський район           | 46 422    | 59,4 %  | 0,5 %  | 35,7 %  | 1,1 %    | 0,2 %  |         | 0,4 %  | 0,2 %   |
| Ножай-Юртівський район    | 48 842    | 99,5 %  |        | 0,2 %   |          | 0,1 %  |         |        |         |
| Совєтський район          | 15 165    | 87,2 %  | 0,1 %  | 0,3 %   |          |        |         | 12,1 % |         |
| Урус-Мартанівський район  | 84 826    | 99,0 %  | 0,2 %  | 0,5 %   |          |        |         |        |         |
| Шалінський район          | 136 822   | 96,2 %  | 0,3 %  | 2,4 %   | 0,2 %    | 0,1 %  |         | 0,3 %  |         |
| Шолківський район         | 45 011    | 37,5 %  | 0,3 %  | 31,5 %  | 0,6 %    | 4,0 %  | 14,7 %  | 4,1 %  | 0,1 %   |
| Чечня                     | 1 084 433 | 66,0 %  | 2,3 %  | 24,8 %  | 1,1 %    | 0,9 %  | 0,6 %   | 0,6 %  | 1,4 %   |

| Місто (район)             | 1970   | 1979   | 1989   | 2002   |
| ------------------------- | ------ | ------ | ------ | ------ |
| м. Грозний                | 17,4 % | 24,2 % | 30,5 % | 95,7 % |
| м. Гудермес               | 34,0 % | 46,8 % | 59,4 % | 93,7 % |
| Ачхой-Мартановський район | 93,7 % | 95,5 % | 96,6 % | 99,0 % |
| Веденський район          | 97,3 % | 98,4 % | 97,2 % | 98,5 % |
| Грозненський район        | 76,3 % | 80,9 % | 86,1 % | 85,9 % |
| Гудермеський район        | 85,0 % | 88,5 % | 91,3 % | 94,7 % |
| Надтеречний район         | 85,4 % | 90,3 % | 94,3 % | 97,9 % |
| Наурський район           | 42,7 % | 52,0 % | 59,4 % | 81,6 % |
| Ножай-Юртовський район    | 98,7 % | 99,1 % | 99,5 % | 98,9 % |
| Шатойский район           | 89,8 % | 88,7 % | 87,2 % | 70,4 % |
| Урус-Мартановський район  |        | 98,6 % | 99,0 % | 99,6 % |
| Шалінський район          | 92,1 % | 93,5 % | 96,2 % | 99,8 % |
| Шелковський район         | 19,4 % | 27,8 % | 37,5 % | 75,1 % |
| Чечня                     | 54,7 % | 60,1 % | 66,0 % | 93,5 % |

| Місто (район)             | 1970   | 1979   | 1989   | 2002   |
| ------------------------- | ------ | ------ | ------ | ------ |
| м. Грозний                | 67,1 % | 59,9 % | 52,9 % | 2,5 %  |
| м. Гудермес               | 55,7 % | 46,6 % | 33,6 % | 4,5 %  |
| Ачхой-Мартановський район | 2,8 %  | 2,5 %  | 1,0 %  | 0,6 %  |
| Веденський район          | 1,2 %  | 0,6 %  | 0,7 %  | 1,0 %  |
| Грозненський район        | 18,1 % | 13,8 % | 8,7 %  | 8,1 %  |
| Гудермеський район        | 6,7 %  | 4,1 %  | 1,4 %  | 0,1 %  |
| Надтеречний район         | 12,1 % | 7,7 %  | 4,1 %  | 0,8 %  |
| Наурський район           | 51,7 % | 43,2 % | 35,7 % | 12,8 % |
| Ножай-Юртовський район    | 0,7 %  | 0,5 %  | 0,2 %  | 0,7 %  |
| Совєтський район          | 1,4 %  | 0,7 %  | 0,3 %  | 23,6 % |
| Урус-Мартановський район  | 1,4 %  | 0,8 %  | 0,5 %  | 0,1 %  |
| Шалінський район          | 5,6 %  | 4,6 %  | 2,4 %  | 0,1 %  |
| Шелковський район         | 53,7 % | 43,5 % | 31,5 % | 7,9 %  |
| Чечня                     | 36,1 % | 30,8 % | 24,8 % | 3,7 %  |

## Адміністративний поділ

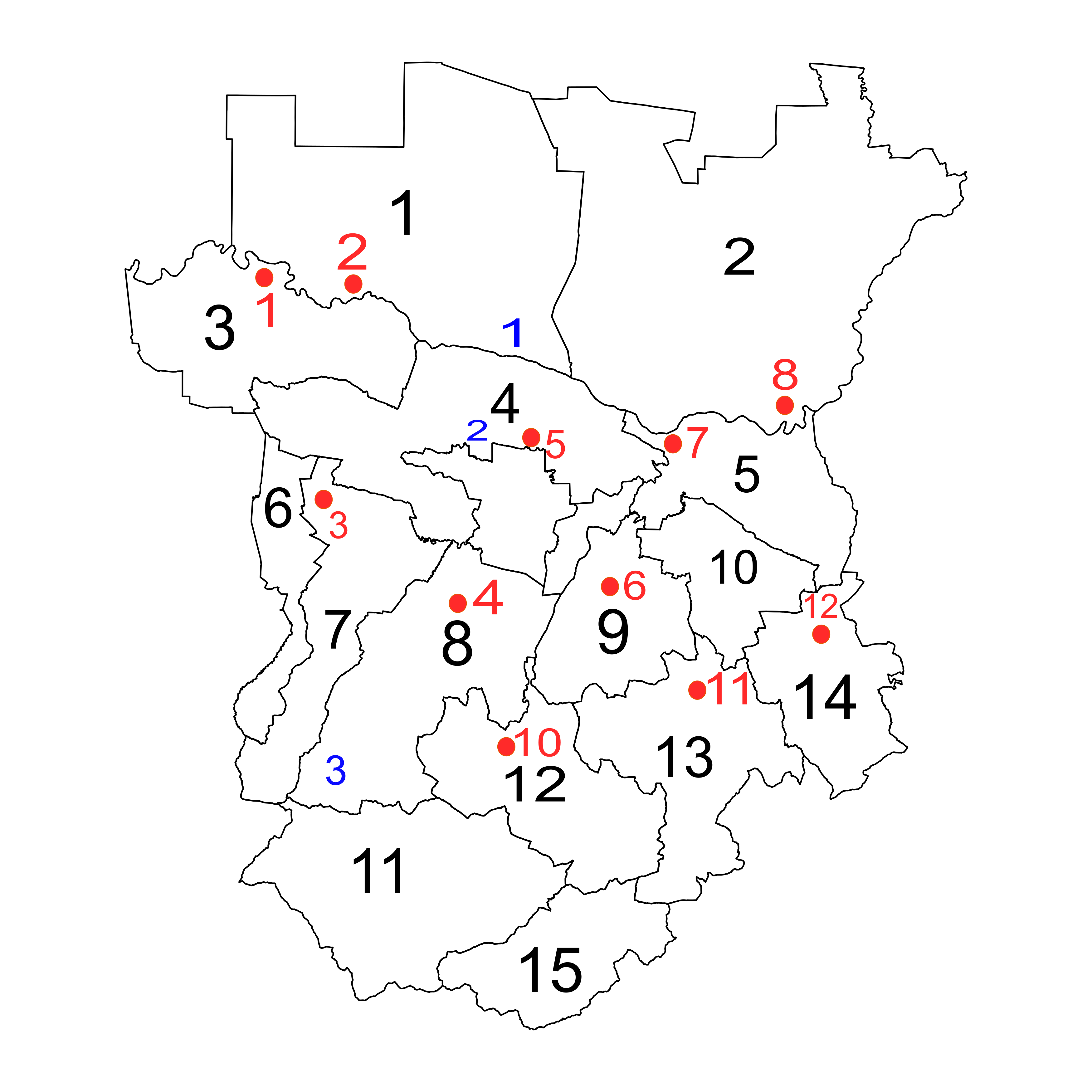
Адміністративний поділ Чеченської Республіки

Райони (нумерація по мапі-схемі праворуч):
1. Наурський район
2. Шелковський район
3. Надтеречний район
4. Грозненський район
5. Гудермеський район
6. Сірноводський район
7. Ачхой-Мартановський район
8. Урус-Мартановський район
9. Шалінський район
10. Курчалоївський район
11. Ітум-Калінський район
12. Шатойський район
13. Веденський район
14. Ножай-Юртовський район
15. Шаройський район

Основні населені пункти (нумерація по мапі-схемі праворуч):
- Знаменське
- Наурська
- Ачхой-Мартан
- Урус-Мартан
- Грозний
- Шалі
- Гудермес
- Шелковська
- Ітум-Кале
- Шатой
- Ведено
- Ножай-Юрт

## Державний устрій

### Парламент
27 листопада 2005 відбулися вибори в парламент республіки. Парламент Чечні включає дві палати — Рада республіки (21 осіб, по числу районів республіки) і Народні збори (40 депутатів).
За партійними списками в Народні збори пройшли три партії — Єдина Росія, КПРФ і СПС.
Остання Верховна Рада Чечено-Інгуської АРСР була обрана у березні 1990 року. Її очолив Доку Завгаєв. 21 серпня 1991 на мітингу в Грозному прихильники лідера Загальнонаціонального конгресу чеченського народу Джохара Дудаєва зажадали відставки Завгаєва, звинувачуючи Верховну раду в підтримці ДКНС. 6 вересня мітингувальники штурмом взяли будинок Верховної ради, а 15 вересня він був розпущений указом Верховної Ради РРФСР.
27 жовтня 1991 нова влада провела вибори президента й нового чеченського парламенту самопроголошеної Ічкерії. 6 червня 1993 Джохар Дудаєв розпустив його, коли депутати спробували перешкодити обмеженню їхніх повноважень.
Восени 1995 проросійська адміністрація Чечні на чолі з Доку Завгаєвим знову скликала більшу частину старого депутатського корпусу, а в червні 1996 провела вибори у двопалатні народні збори, який, однак, припинив функціонувати вже в серпні 1996, коли повернулася чеченська влада, а більшість «депутатів» покинули Чечню.
У січні — лютому 1997 були проведені ще одні вибори в парламент Ічкерії. До його складу ввійшло близько 50 депутатів на чолі з Русланом Аліхаджиєвим. Руслан Аліхаджиєв пропав безвісті майже відразу після початку нової війни. До 2003 про парламент Ічкерії майже нічого не було відомо у зв'язку з активними бойовими діями. Верховна Рада ЧІАРСР зібралася втретє — восени 1999 голови двох його палат зібрали в Москві залишки депутатського корпусу й створили Державну Раду Чечні на чолі з підприємцем Маліком Сайдулаєвим. Ця ініціатива, однак, не була підтримана російським керівництвом, яке віддало перевагу створювати місцеву адміністрацію заново. Її очолив колишній муфтій Ічкерії Ахмат Кадиров.
На 2003 у Чечні були призначені президентські вибори, причому Ахмат Кадиров повинен був стати основним претендентом на вищий пост. У той же час для багатьох у Чечні та чеченців за її межами президентом Чечні залишався обраний в 1997 році Аслан Масхадов. Для того, щоб усунути цю перешкоду, у Чечні була затверджена нова конституція, що скасувала дію колишньої конституції Чеченської Республіки Ічкерія. Більше того, в 2003 році, незадовго до виборів президента Чечні, було оголошено про те, що вдалося зібрати кворум депутатів останнього парламенту Чеченської Республіки Ічкерія, що залишилися живими, які нібито прийняли постанову про імпічмент Масхадова. Керував зібраними депутатами в. о. голови парламенту Ісса Теміров. Незабаром, однак, у Європі з'явився ще один в. о. голови парламенту — Селім Бешаєв, який імпічменту не визнав і дотепер зберігає за собою свою символічну посаду.
Зібравши 82 % голосів виборців (завдяки маніпуляціям московських окупаційних сил) і одержавши пост президента, Ахмат Кадиров так і не зібрався проводити парламентські вибори в республіці до самої своєї загибелі в результаті теракту 9 травня 2004. Наступний президент, Алу Алханов, був вибраний наприкінці серпня 2004. У цей час функції представницької влади в Чечні виконує Держрада, що складається з 34 людей, що представляють усі адміністративні райони республіки. Держрада, яка очолює колишній близький сподвижник Ахмата Кадирова Таус Джабраїлов, має законодорадчі функції й займається підготовкою законопроєктів для майбутнього парламенту.
15 лютого 2007 року А. Алханов пішов з поста президента (формально за власним бажанням). Обов'язки президента покладений на прем'єра Рамзана Кадирова (молодшого сина Ахмата Кадирова), який командує республіканськими силовими структурами.

### Уряд
2 березня 2006 президент Чечні Алу Алханов прийняв добровільну відставку глави уряду республіки Сергія Абрамова й направив лист на ім'я голови народних зборів Чечні (нижньої палати парламенту) Духкаві Абдурахманова із пропозицією затвердити в цій посаді першого віце-прем'єра уряду Рамзана Кадирова, який виконував обов'язки глави уряду в ранзі в. о. з листопада 2005 року, коли Сергій Абрамов потрапив в автокатастрофу.

## Територіальна суперечка з Інгушетією
Головним предметом суперечки між Чечнею та Інгушетією є Сунженський район, який після розпаду Чечено-Інгуської АРСР кожна з республік вважає своїм. У момент розділу (1992) у Сунженському районі були засновано дві адміністрації — чеченська й інгуська, кожній з яких були підпорядковані населені пункти, заселені відповідно чеченцями й інгушами.
У черговий раз територіальна суперечка між Інгушетією та Чечнею спалахнула в 1997, коли президентом Чеченської Республіки — Ічкерії був Аслан Масхадов. Чеченська влада висловила обурення тим, що інгуська влада пересунула міліцейські пости в Сунженському районі на кілька кілометрів углиб чеченської території. Після зустрічі Аслана Масхадова з тодішнім президентом Інгушетії Русланом Аушевим конфлікт розв'язався мирно: інгуська сторона погодилася перенести міліцейські пости на колишнє місце.
10 березня 2003 голова адміністрації Чечні Ахмат Кадиров і президент Інгушетії Мурат Зязіков підписали протокол, згідно з яким у складі Чеченської Республіки перебуває Сунженський район із двома населеними пунктами — станицями Сірноводська й Асіновська, а інша частина Сунженського району залишається під юрисдикцією Інгушетії.
9 червня 2005 влада Чечні звернулися до повноважного представника президента РФ в Південному федеральному окрузі Дмитра Козака з проханням допомогти у визначенні адміністративної межі з Інгушетією.
Зараз цією проблемою займається спеціальна комісія, яка готує проєкт договору між двома республіками, аналогічний проєкту першочергових заходів щодо врегулювання осетино-інгуського конфлікту восени 1992 року, який навесні 2005 року було запропоновано підписати президентам Північної Осетії та Інгушетії.
24 квітня 2006 голова нижньої палати парламенту Чечні Дукваха Абдурахманов заявив про необхідність возз'єднання Чечні й Інгушетії, назвавши історичною помилкою ліквідацію Чечено-Інгуської АРСР на початку 1990-х. На його думку, лише возз'єднання дозволить урегулювати питання встановлення адміністративного кордону між двома республіками і юрисдикції Сунженського району. Із цією думкою згодний і колишній президент Чечні Алу Алханов. Керівництво Інгушетії, однак, виступає проти, не бажаючи втратити свого власного представництва у федеральних органах влади.
У серпні 2006 був оприлюднений указ президента РФ Путіна, згідно з яким у 2007–2008 роках із Чечні мали бути виведені дислоковані тут на тимчасовій основі підрозділи Міністерства оборони й МВС.
У Чечні залишили на постійній основі 46-a бригада внутрішніх військ (7 тис. осіб) і 42-a бригада Міністерства оборони (15 тис. осіб), а також Ітум-Калінський прикордонний загін (3 тис. осіб). Це вело до скорочення чисельності дислокованих у Чечні федеральних військ майже вдвічі. При цьому чисельність місцевого МВС і двох батальйонів внутрішніх військ «Південь» і «Північ», які сформовані з колишніх співробітників служби безпеки президента Чечні і є найбільш боєздатними підрозділами місцевих силових структур, становить близько 20 тис. осіб.

## Бюджет
Загальні доходи бюджету Чечні 2017 року становлять 59,2 млрд рублів, 48.5 млрд з них — так звані «безоплатні надходження» з федерального бюджету РФ, тобто дотації. Це 82 % від загальної суми.

## Галерея

Етнолінгвістичні групи кавказького регіону
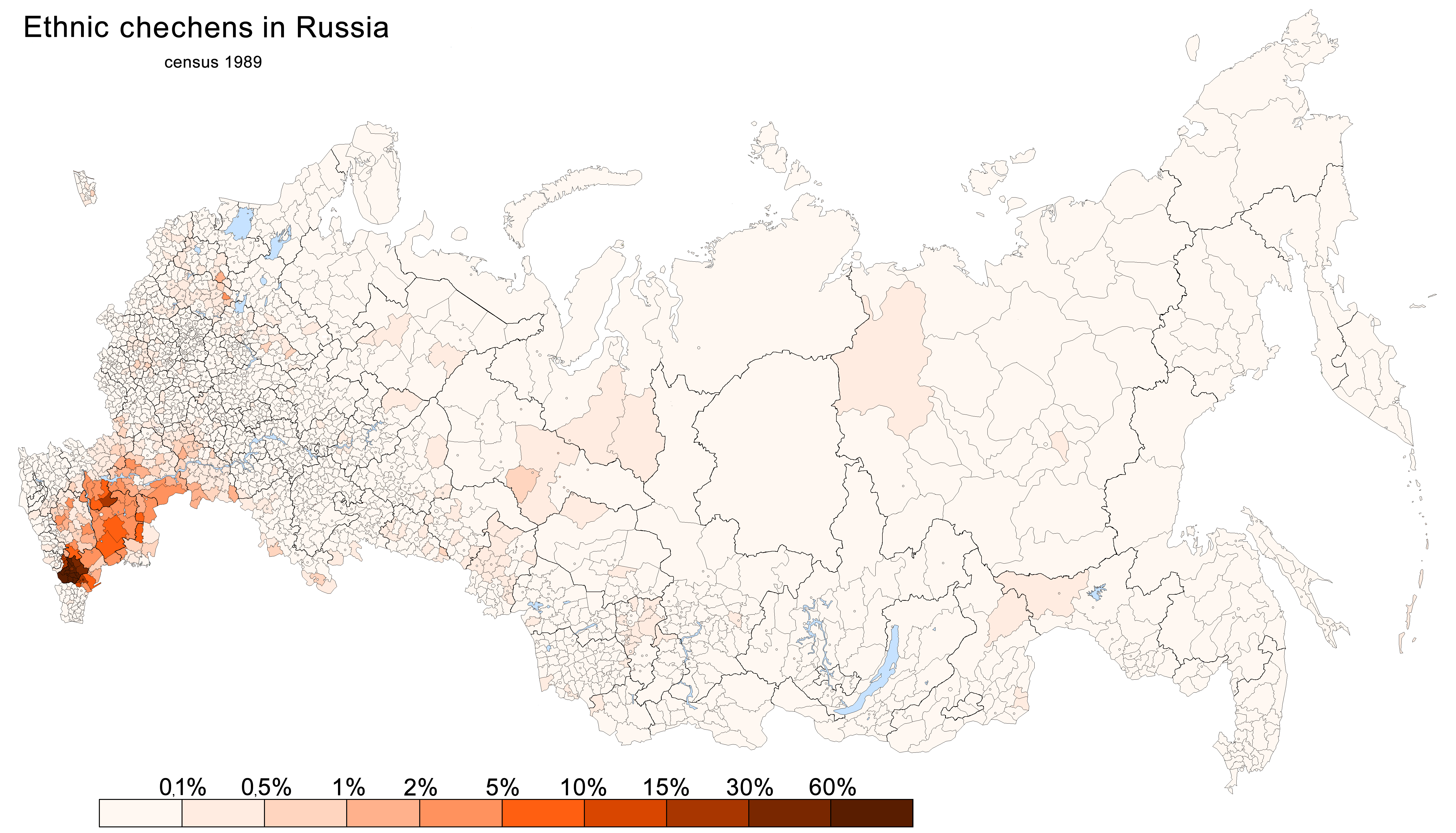
Частка чеченців у Росії за переписом 1989 р.
Частка чеченців у Росії за переписом 2010 р.
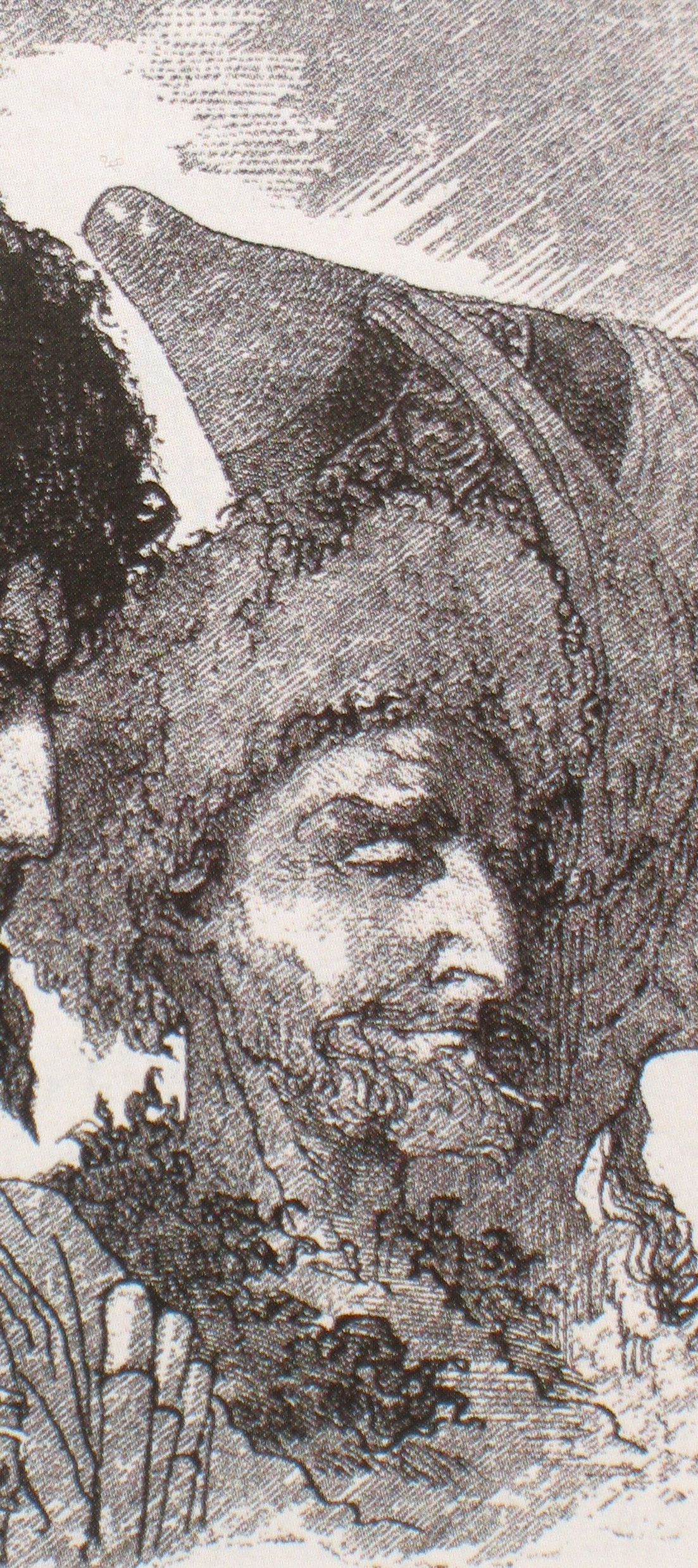
Мікешин. Чеченець, 1876 р.
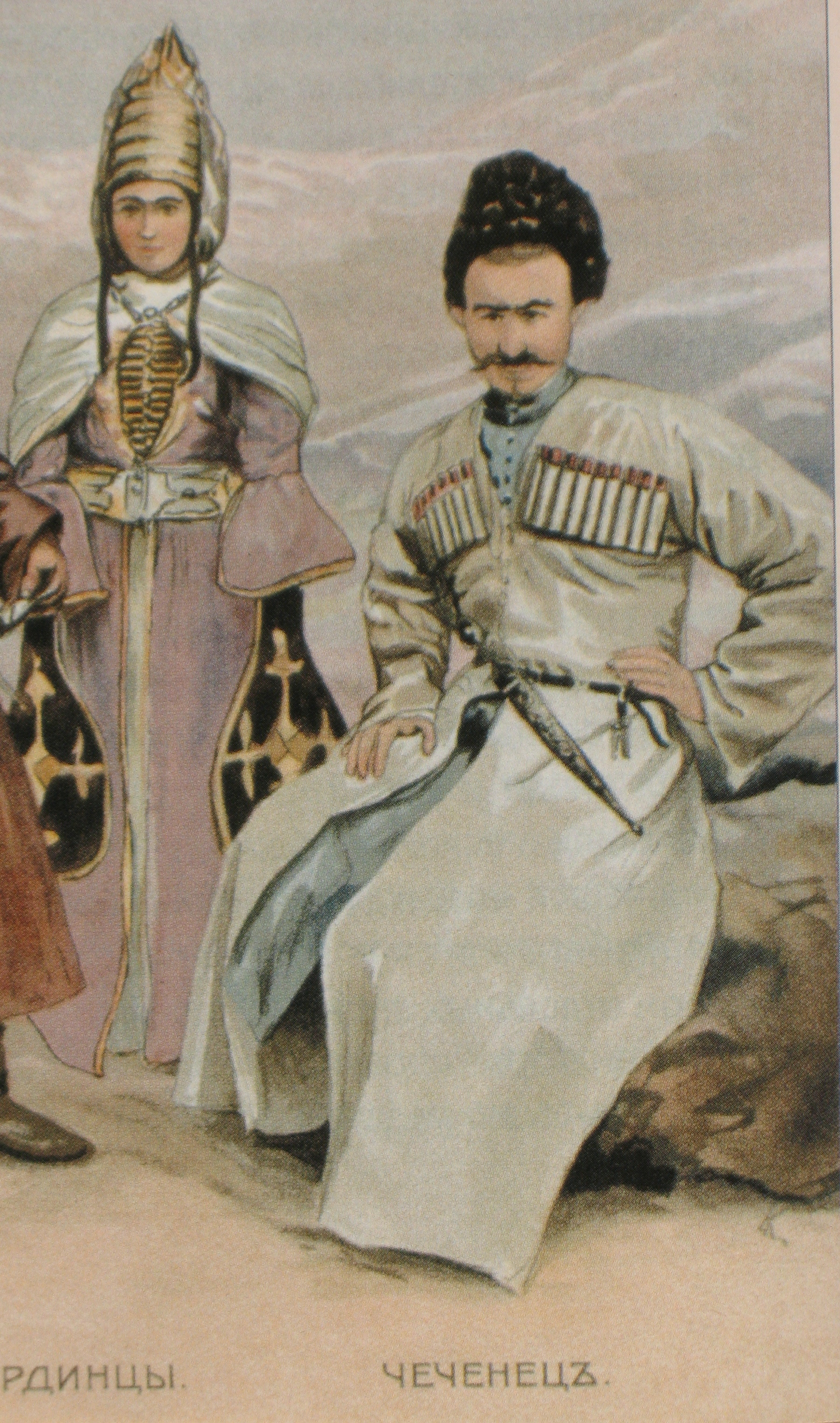
Чеченець, кінець XIX століття, хромолітографія
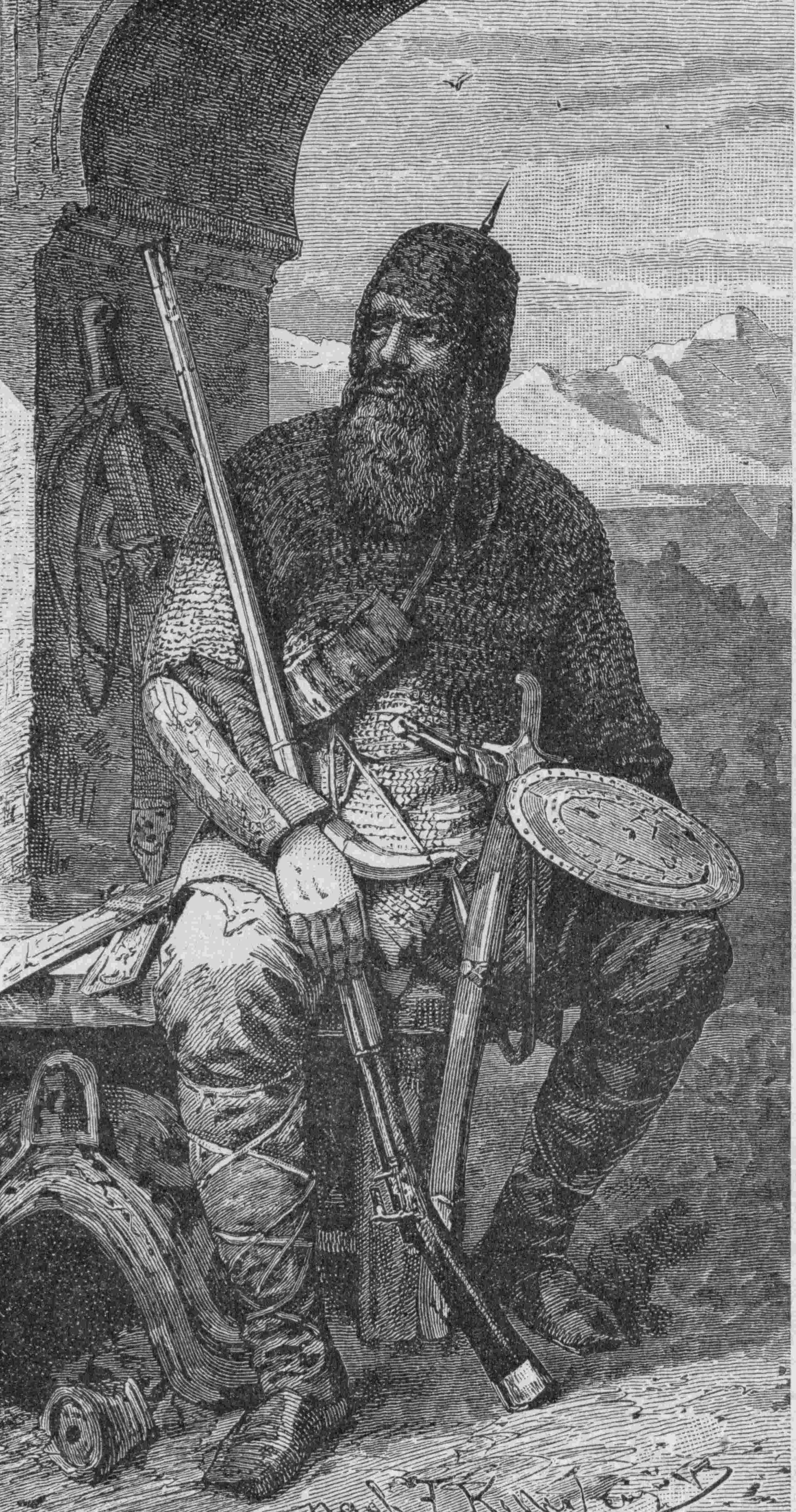
Чеченський воїн
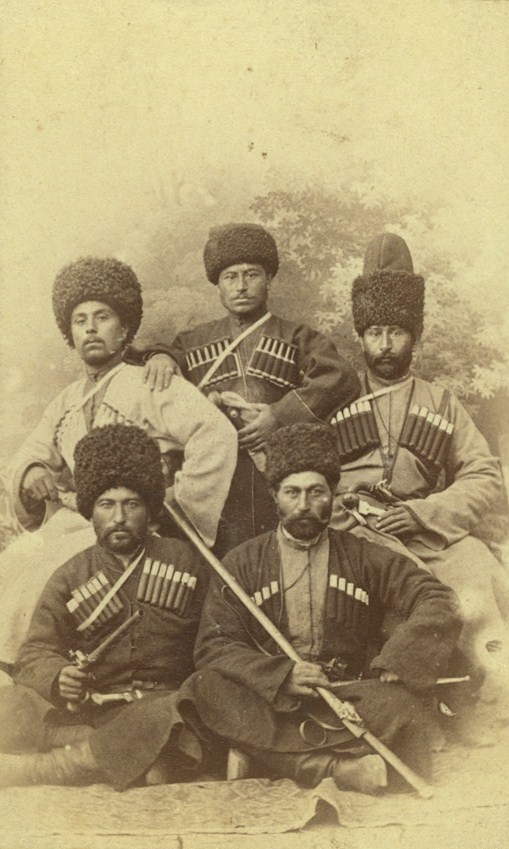
5 чеченців, одягнених у чоху — чоловічий наряд Кавказу, кінець XIX століття
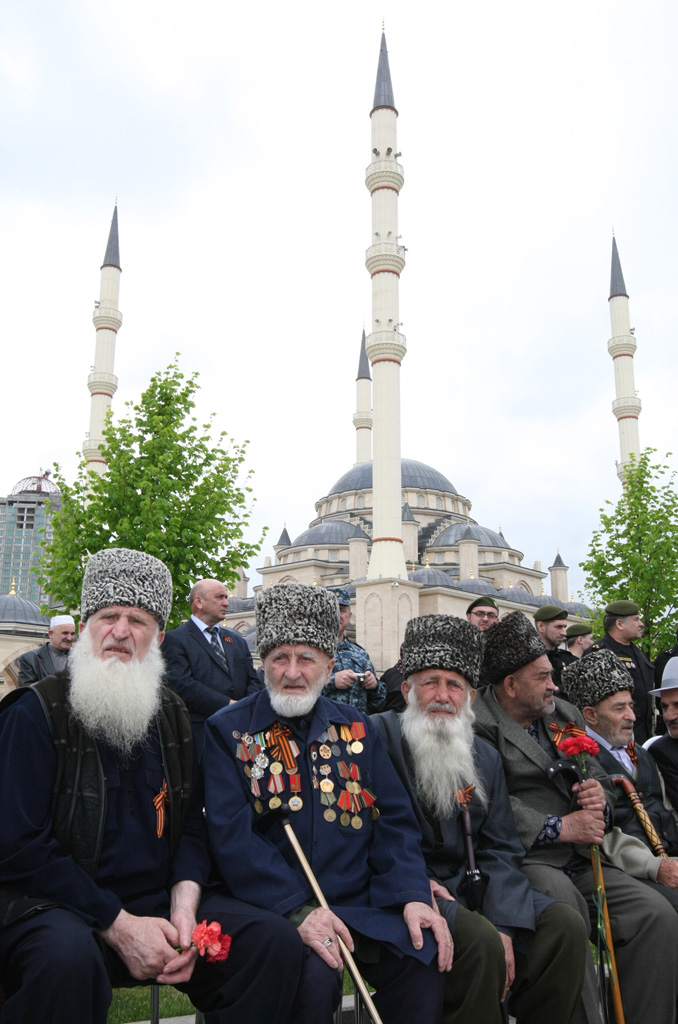
Чеченські ветерани Другої світової війни на святкуванні 66-ї річниці перемоги у Німецько-радянській війні
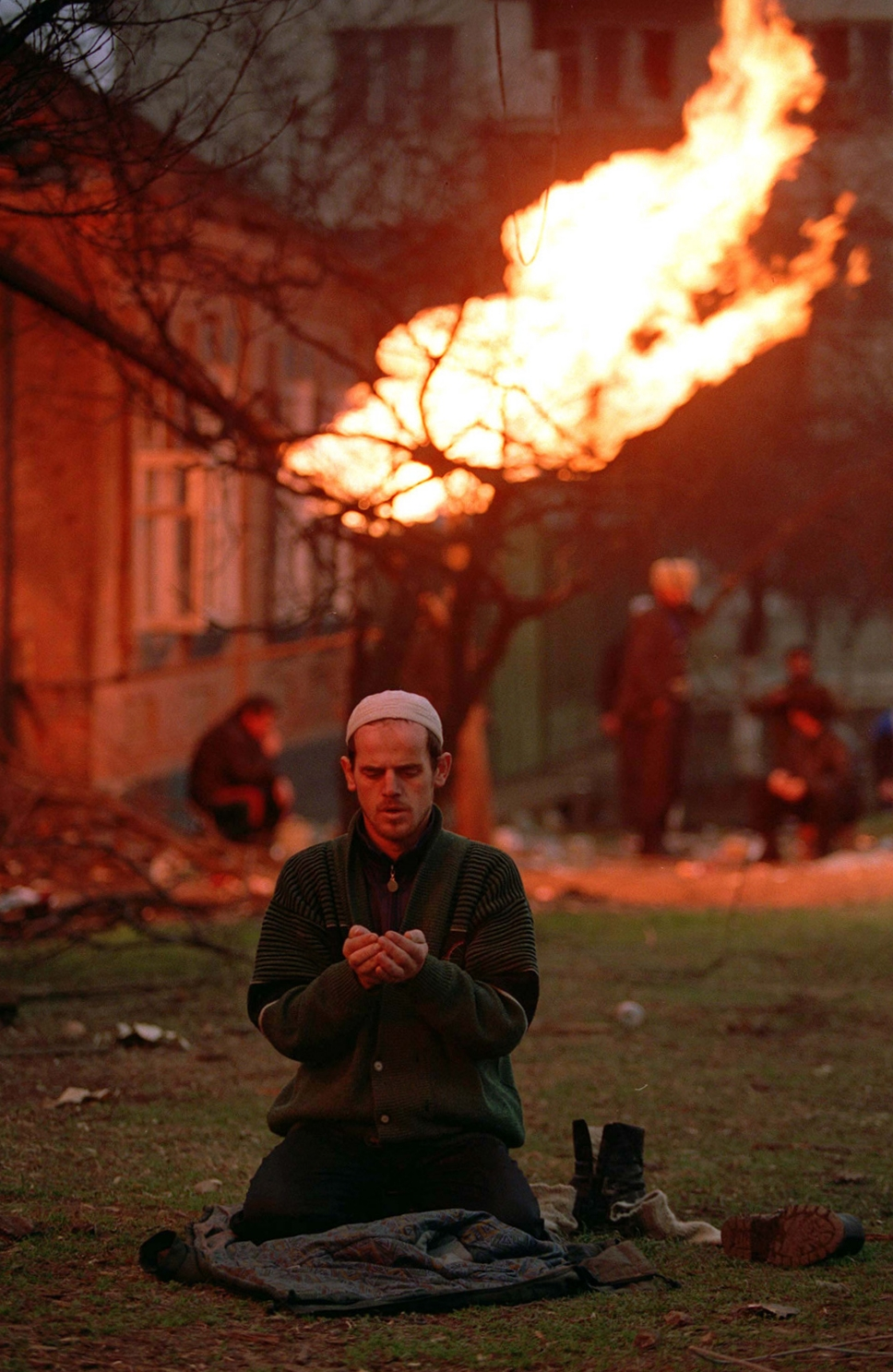
Чеченець молиться протягом Битви за Грозний (1994—1995). На задньому плані горить газ з пошкодженого шрапнеллю газопроводу, січень 1995 р.
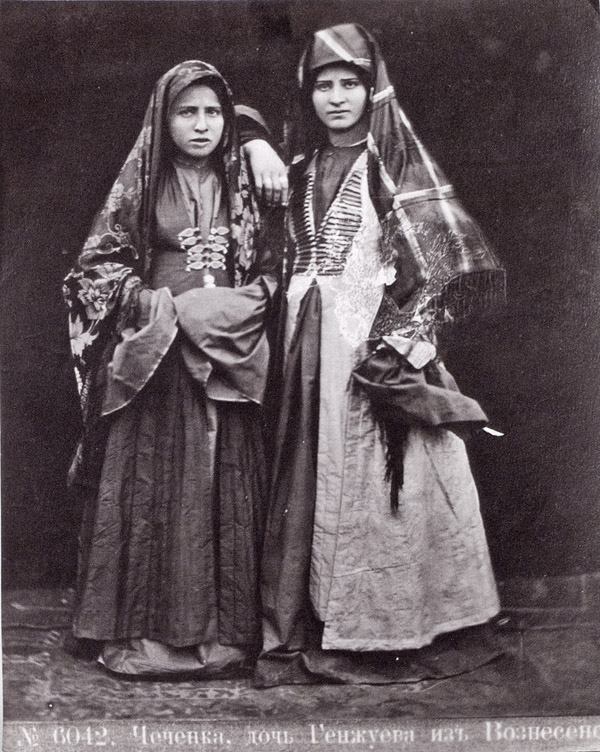
Чеченки, 1900 р.
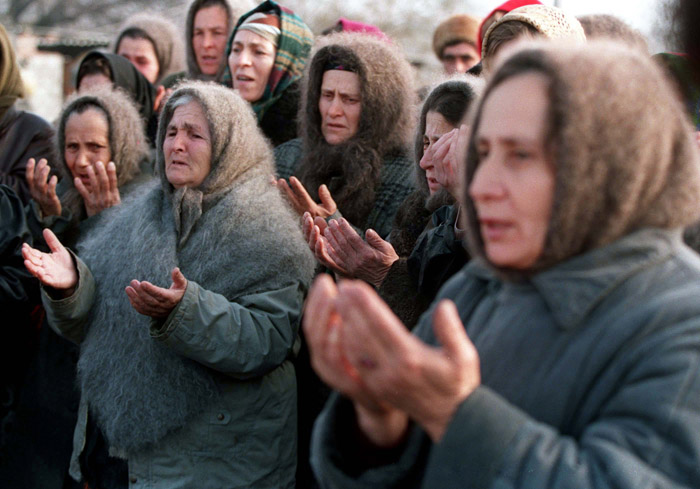
Чеченки